# Marie-Louise von Savoyen-Carignan

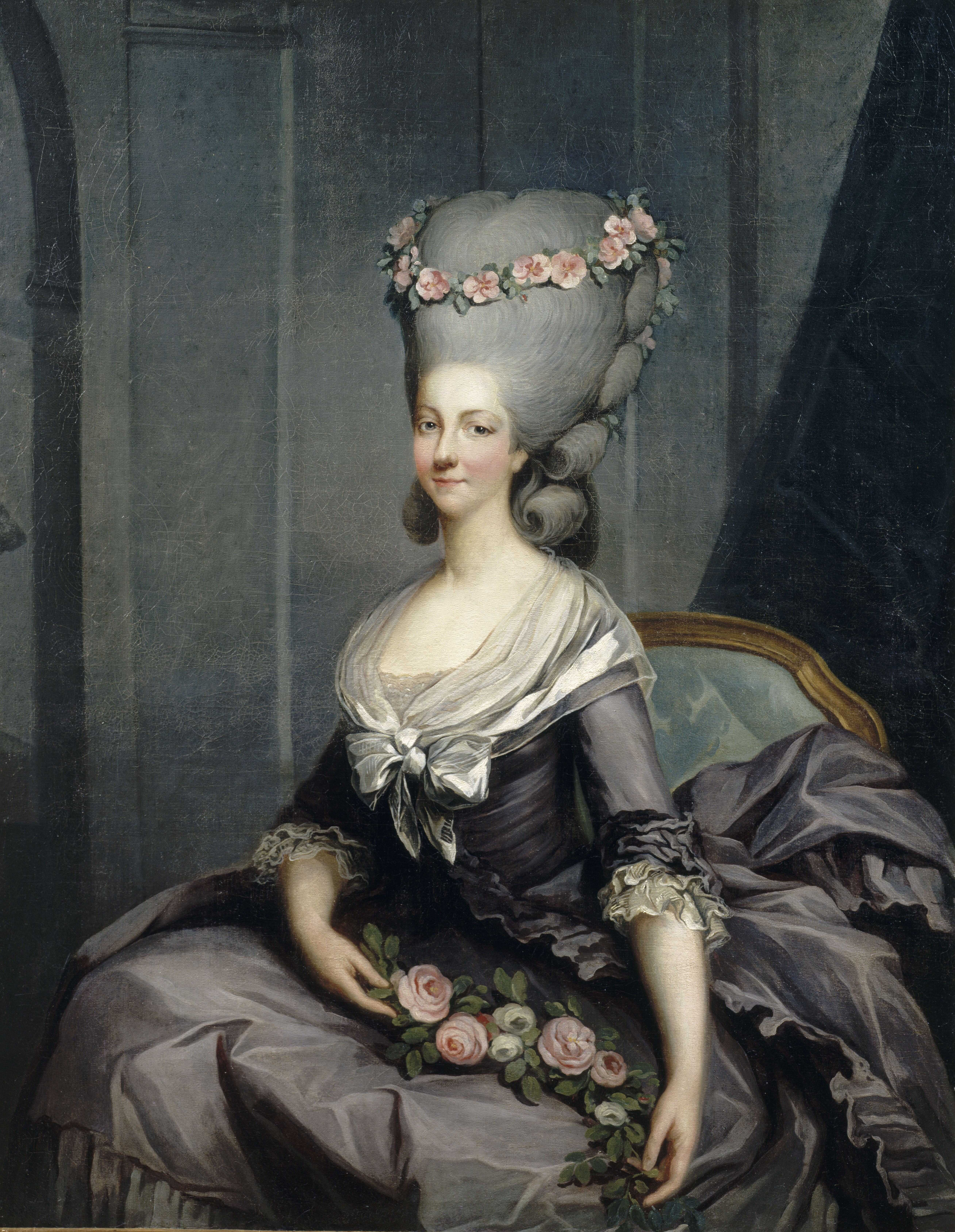
Marie-Louise von Savoyen (Gemälde von Antoine-François Callet, um 1776)

Marie-Louise von Savoyen (* 8. September 1749 in Turin; † 3. September 1792 in Paris) war eine geborene Prinzessin von Savoyen und durch ihre Heirat mit einem bourbonischen Prinzen Fürstin von Lamballe (französisch princesse de Lamballe, auch deutsch Prinzessin Lamballe) sowie Mitglied der französischen Königsfamilie. Als Hofdame und Intendantin des Hauses der Königin Marie-Antoinette war Madame de Lamballe deren engste Vertraute und folgte ihr freiwillig in die Gefangenschaft.

## Leben
Marie-Louise von Savoyen war die vierte Tochter des Ludwig Viktor von Savoyen, Fürst von Carignan, des Urgroßvaters König Karl Alberts von Sardinien, und der Christine Henriette von Hessen-Rheinfels-Rotenburg.
Im Jahre 1767 wurde sie mit Louis-Alexandre de Bourbon, prince de Lamballe (1747–1768), Sohn des Herzogs von Penthièvre, Enkel des Grafen von Toulouse und Urenkel Ludwigs XIV., verheiratet. Als ihr Ehemann schon ein Jahr darauf starb, zog sie sich mit ihrem Schwiegervater auf Schloss Rambouillet zurück. Dort lebte sie bis zur Heirat des Dauphins Louis Auguste und kehrte dann an den Hof von Versailles zurück.
Marie-Antoinette wählte sie zu ihrer engsten Begleiterin und Vertrauten. Sie war sehr flatterhaft und nervös, jedoch auch überaus loyal; nach heutigen Erkenntnissen litt sie unter einer leichten Form der Epilepsie. Nach der Thronbesteigung ernannte Marie-Antoinette sie gegen den Widerstand des Königs zur Intendantin des königlichen Haushalts. Zwischen 1776 und 1785 gelang es der Madame de Polignac, sie zu verdrängen. Als die Königin aber der Habgier der Familie der Polignacs müde wurde, wandte sie sich erneut Madame de Lamballe zu. Von 1785 bis zur Französischen Revolution war sie Marie-Antoinettes engste Freundin.

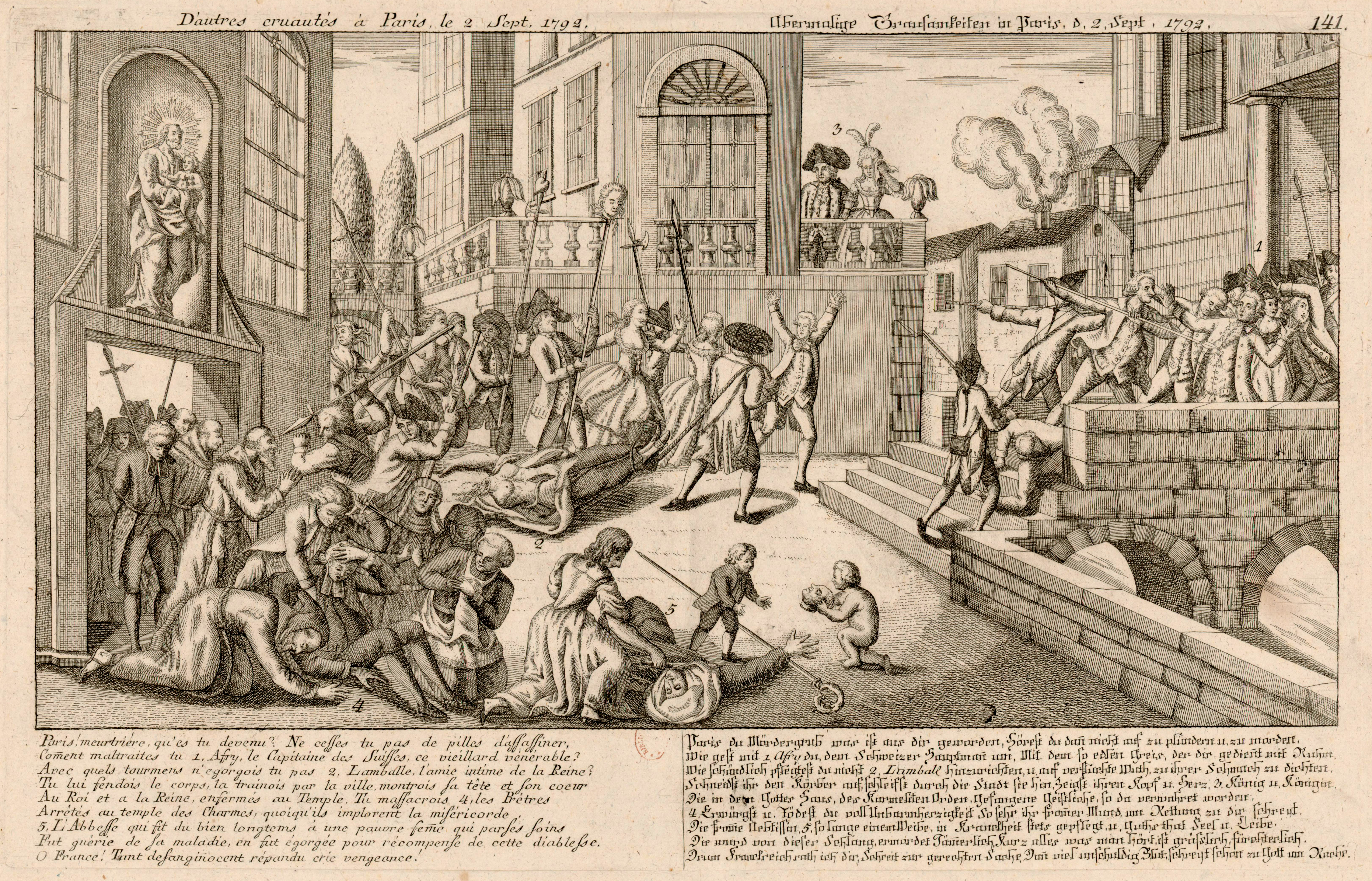
Darstellung der Ermordung der Madame de Lamballe während der Septembermassaker im Jahr 1792

Am 6. Oktober 1789, dem sog. Tag der Poissarden, brachten bewaffnete Zivilisten und Soldaten der aufständischen Nationalgarde die königliche Familie vom Versailler Schloss ins revolutionäre Paris. Im Tuilerien-Palast diente ihr Salon als Treffpunkt für die Königin und die Abgeordneten der Nationalversammlung. Diese Treffen fanden einmal im Monat statt und waren das einzige große gesellschaftliche Ereignis, an dem sich die Königin beteiligte. Nachdem Madame de Lamballe 1791 nach England gereist war, um Hilfe für die Königsfamilie zu erbitten, setzte sie ihre Dienste für die Königin bis 10. August 1792, dem Sturm auf die Tuilerien, fort. Sie wurden zusammen im Tour du Temple, der ehemaligen Pariser Burg der Tempelritter, gefangengesetzt. Die Aufständischen vermuteten in Madame de Lamballe die Person, von der alle Intrigen gegen die revolutionäre Bewegung in Paris ausgingen.
Am 19. August 1792 wurde Madame de Lamballe in das Gefängnis „La Force“ überführt. Sie war nicht die einzige aus der Entourage, die an diesem Tag von der Königsfamilie getrennt wurde; auch Madame de Tourzel, die Gouvernante des Thronfolgers, und ihre Tochter Pauline wurden inhaftiert. 
Maßgeblich an dieser Intrige war der Herzog von Orleans, genannt Philippe Égalité, beteiligt, der sich so nicht nur an seiner Schwägerin Marie-Antoinette rächte, sondern auch eine Erbin des alten Herzogs von Penthièvre ausschaltete.
Als sie sich vor Gericht weigerte, den Schwur gegen die Monarchie abzulegen, wurde sie am 3. September 1792 dem Pöbel übergeben. Es folgten Misshandlung und Mord. Anschließend wurde ihr Kopf auf eine Pike gesteckt und vor den Fenstern des königlichen Gefängnisses umhergetragen.